# Nassington
Nassington è un villaggio e parrocchia civile dell'Inghilterra, appartenente alla contea del Northamptonshire.